# فلاديمير ديلمان
 فلاديمير ديلمان (19 يوليو 1925 - 21 مايو 1994) عالم وطبيب روسي. ساهم في تطوير علم الأورام والغدد الصماء وعلم الشيخوخة.